# Tomàs Diví i Beyras
Tomàs Diví i Beyras (Girona, 1904 - Châteaudun, 1971) fou un pintor català exiliat a França.

## Vida
Tomàs Diví va néixer a Girona el 1904. Els seus pares eren artistes: Josep Diví, professor a l'Escola de Belles Arts de Barcelona, i Dolors Beyras, pintora de teles. Ell va entrar a l'Escola a Barcelona, on el seu pare exercia de professor des del 1908, als 13 anys i va aconseguir el seu diploma sense gaire esforç, demostrant grans dots per la línia, la forma i el color. Va començar a viure professionalment de la pintura fins a 1936, quan esclatà la Guerra Civil espanyola i fou mobilitzat a l'exèrcit republicà com a cartògraf de cavalleria.
El 1939 va acabar la guerra i va haver d'emprendre el camí de l'exili cap a França. Després de passar tres anys entre diferents llocalitats, finalment es va establir a Châteaudun el 1940, al departament d'Eure i Loir, i es va casar amb Germaine Crépeau.
Va establir uns lligams molt forts amb la seva vila d'adopció. A la seva mort, l'any 1968, la vídua va fer donació de 21 quadres perquè fossin repartits per les escoles de la població. De fet, una d'elles s'anomena Col·legi Tomàs Diví, en honor seu.

## Evolució pictòrica
A Châteaudun va entrar a treballar a la fàbrica Paulstra, de manera que en un primer moment no va poder dedicar-se a la pintura. Tampoc ho va poder fer de manera plena al llarg del temps que va durar l’ocupació de França, ja que a Diví li mancaven els estris més bàsics per dedicar-se al seu ofici: tubs de pintura, llenços, etc. encara que va provar de continuar dibuixant amb carbons i llençols vells. L’any 1945 es troba documentada la pintura Rêves et vie –Somnis i vida–, una de les primeres pintures fetes poc després del final de l’ocupació, en el moment que Diví comença a tenir material per poder pintar. Es tracta d’una pintura a l’oli de grans dimensions i d’estil surrealista. El 1949 pinta la seva primera obra de gran format, Travaux des champs, actualment a l'Hôtel de Châteaudun. En ella apareixen uns homes treballant el camp i unes espigoladores, feina molt comuna a França i encara legalment reconeguda des de l'edat mitjana. Es tracta d’una peça influenciada per la tradició pictòrica francesa de Jean-Françoise Millet d’enaltiment de les feines agrícoles, però d'estil més proper al cubisme. Cal assenyalar que el lema francès de l’època era Par l’épée et la charrue –per l'espasa i l’arada—, l'espasa en temps de guerra i l’arada en temps de pau. La representació de treballadors llaurant un camp de blat en el moment històric i el lloc en el qual està pintat mostra la integració de Diví dins la societat i els corrents estètics francesos del moment.
Quan a principis de 1950 va ser contractat a mitja jornada al despatx de l’arquitecte M. Louis Esnault, Diví tenia els matins lliures per poder dedicar-se a la pintura plenament, i la seva evolució pictòrica va continuar cap a l’abstracció expressionista.
El 1968 va caure malalt però va continuar pintant fins a la seva mort, tres anys més tard.